# Zwischen den Stühlen
 (juillet 2017).
Si vous disposez d'ouvrages ou d'articles de référence ou si vous connaissez des sites web de qualité traitant du thème abordé ici, merci de compléter l'article en donnant les références utiles à sa vérifiabilité et en les liant à la section « Notes et références ».
 (juillet 2017).
Pour plus de détails, voir Fiche technique et Distribution.
Zwischen den Stühlen est un film documentaire allemand sorti en 2016, réalisé par Jakob Schmidt. Celui-ci suit trois futurs enseignants de Berlin pendant leur stage de fin d'études. 
En Allemagne, il est en effet obligatoire d'accomplir 18 mois de formation pratique (Referendariat (de)) à la suite des études théoriques pour devenir professeur : il n'y a pas de concours d'entrée mais un examen final.
Le film a célébré sa première en novembre 2016 dans le cadre d'une compétition allemande (DOK Leipzig), où il a gagné plusieurs prix.

## Synopsis
Après des années d'études, les trois protagonistes Ralf, Katja et Anna font leurs premières expériences dans leurs établissements scolaires respectifs: une école élémentaire pour Anna et des établissements secondaires pour Katja et Ralf. Katja est dans un établissement où se trouvent des élèves de différents niveaux (la "Gesamtschule"). Ralf est, lui, dans un établissement où tous les élèves se destinent à passer le bac (un "Gymnasium").
Le stage pratique de fin d'études est une épreuve longue et ardue qui met les futurs enseignants dans une position ambiguë : Ils enseignent alors qu'ils sont encore en train d'apprendre, ils donnent des notes alors qu'ils sont notés eux-mêmes. Entre les problèmes avec les élèves, les réunions parents-profs, la préparation des cours ainsi que la peur de l'examen final les idéaux des candidats se trouvent souvent remis en question.
Le film jette un coup d'œil humoristique sur les coulisses du système éducatif allemand et amène à s'interroger sur la société.